# Flascharův důl
Flascharův důl je bývalý břidlicový důl, který se nachází v katastrálním území Odry v lokalitě Nový Svět.

## Geomorfologie
Důl se nachází na nejvyšším vrcholu Spálovské vrchoviny na Veselském kopci (557 m n. m.). Oblast se nachází v geomorfologické oblasti Jesenická podsoustava, celku Nízký Jeseník s podcelkem Vítkovská vrchovina s okrskem Potštátská vrchovina.

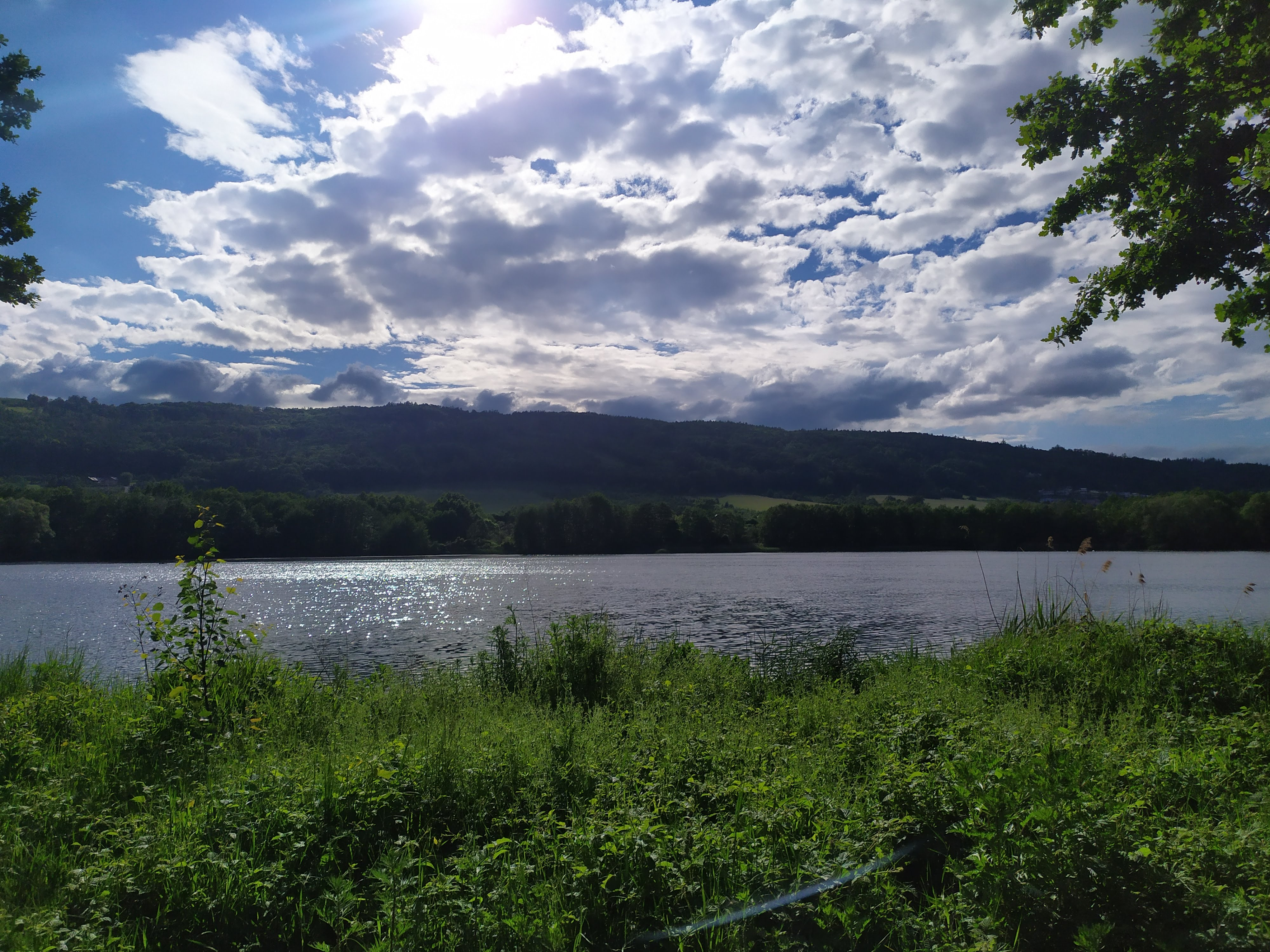
Trněný rybník a Veselský kopec

Geologické podloží v této oblasti je tvořeno drobami, jílovito-prachovcovými břidlicemi hradecko-kyjovického souvrství. Na Veselském kopci vystupují na povrch břidlice moravických vrstev. Strukturní geologická stavba je tvořena asymetrickými vrásami velikosti v řádu stovek metrů, které tvoří složitou vrásovou strukturu a kterou lze vidět ve Flascharově dole.

## Historie
V roce 1867 zakoupil Johan Fadle st. z Veselí pozemky na úbočí Veselského kopce v lokalitě Nový Svět. První písemný doklad o těžbě břidlice v této lokalitě pochází z roku 1894, jde o živnostenský list na těžbu a zpracování břidlice vydaný Johannu Fadle ml. Okresním hejtmanstvím v Opavě. Doklad byl vystaven na parcelu č. 1414, na které se nacházela štola Johann a ve které spolu se Stefanem Foltasem těžili břidlici. V roce 1898 byl důl pronajat na šest let Aloisi Jamborovi z Hranic. V roce 1899 byla uzavřena dohoda o vedení dolu mezi novým majitelem dolu JUDr. Karlem Flascharem, právníkem z Moravské Třebové, majitelem pozemků a předákem Johannem Fadlem a Aloisem Jamborem, který měl zabezpečovat prodej břidlice. Karel Flaschar modernizoval důl a rozšířil jej. Nechal opravit portál štoly Johann a poblíž nechal vyrazit novou štolu, která nesla název Hortenzie (pojmenování po manželce Karla Flaschara). Součástí modernizace bylo rozšíření profilu štoly Johann, položení nových kolejí, postavení dřevěných baráků pro horníky a sklad dynamitu. Z revizní kolaudace dolu a skladu dynamitu ze 7. května 1903 provedenou Okresním hejtmanstvím v Opavě se dochovala důlní mapa, na které je zachycena situace staveb a průběh břidlicového ložiska. Po rozpadu Rakousko-uherské monarchie se JUDr. Karel Flaschar s rodinou odstěhoval do Štýrského Hradce a těžba břidlice zanikla. Podle písemných záznamů se Johann Fadle zabýval zemědělstvím a pozemky vlastnil až do roku 1935. Dne 10. června 1946 v jeho 79 letech byl vysídlen do Německa. Důl byl pro veřejnost otevřen 11. července 2020.

## Popis

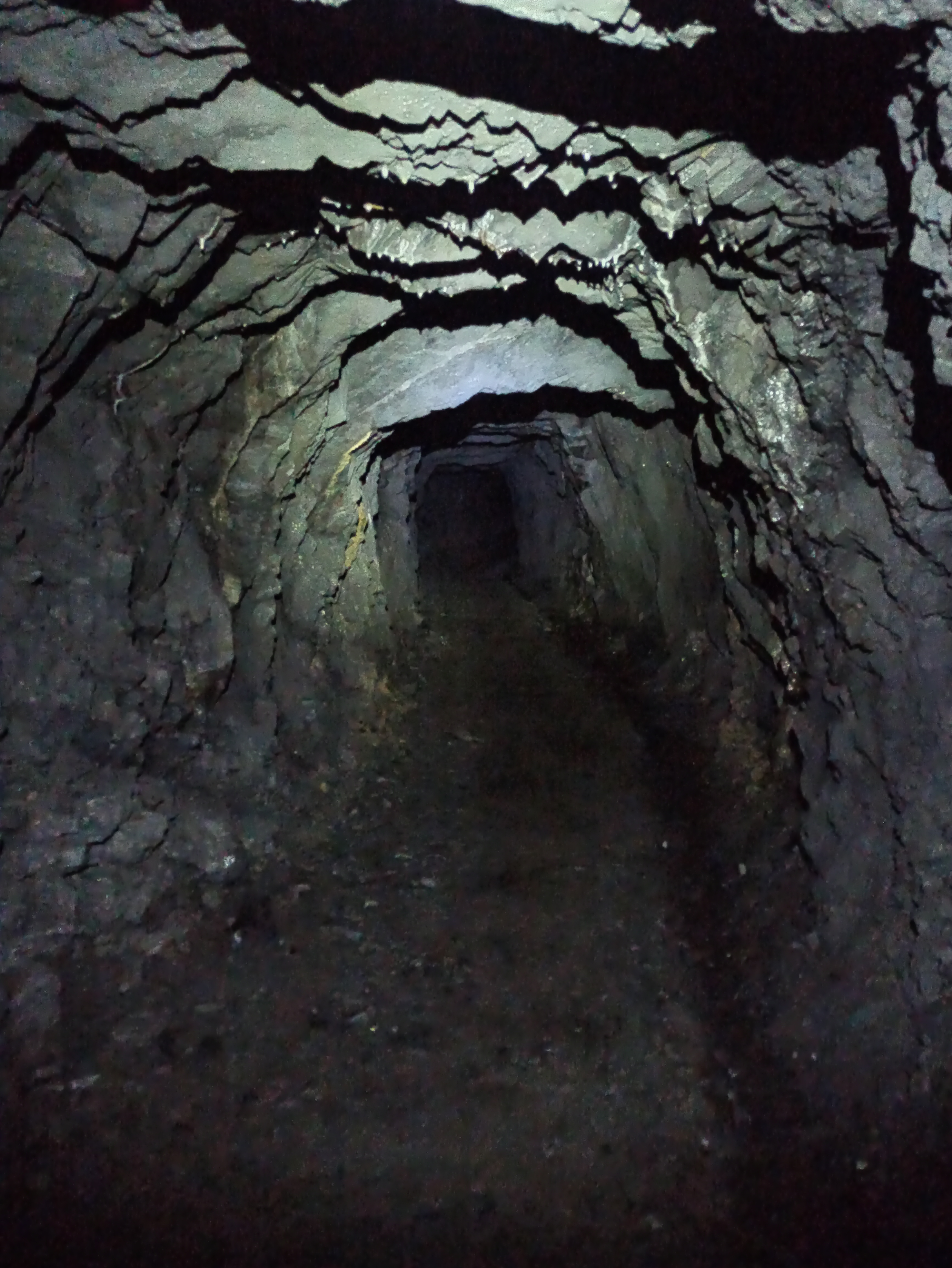
Průběh štoly

Štola Johan byla ražena napříč vrstvami a po několika metrech z ní odbočují sledné chodby. Těžba probíhala v dobývacích komorách propojených levou slednou chodbou. Komory byly stabilizovány opěrnými zdmi, které byly vybudovány z odpadního kamene. Nachází se zde chodba vystavěna v podobě gotického oblouku, která se napojuje na komín určený pro spouštění materiálu mezi komorami. V jedné z komor je ukázka zvrásnění, čelo vrásy. Tato část je pro veřejnost nepřístupná. Pravá sledná chodba ústí do menší komory. Rozrážky z překopu byly většinou v roce 2019 ukryty za nově vyskládanou chodbou, která ústí do větracího komínu.
Štola Hortenzie otevřela spodní patro dolu, je ražena napříč vrstvami až do ložiska břidlice. Z chodby odbočuje asi 152 m dlouhá sledná štola s úklonem vrstev přibližně 45°. Asi v polovině chodby je zkušební nálom, kde se ověřovala kvalita ložiska. Chodba ústí do rozlehlé komory, která je propojena větracím komínem se štolou Johan. V dobývací komoře je odkryto čelo vrásy, to je veřejnosti přístupné. Ve štole Hortenzie je vyhloubena stružka pro odvod vody z obou pater, která volně vytéká před štolu do blízkého lesa.
Důl nebyl elektrifikován. K osvětlení byly používány kahany a lampy. V návštěvnickém centru Katovna v Odrách je vystaven olejový kahan, který byl nalezen při archeologickém průzkumu. Je možné, že se v dole používaly i acetylénové lampy.
Pro návštěvníky je zpřístupněno asi 400 m chodeb důlního díla. Je odhaleno čelo vrás a vytěžený prostor ve směru ohybu.

## Ochrana přírody
Od 1. listopadu do 30. dubna je důl uzavřen z důvodu ochrany přírody. Prostory dolu jsou zimovištěm savců z řádu letounů, zastoupených netopýry a vrápenci. Od roku 2002 probíhá monitoring ve štole Johann. Byl zde zaznamenán výskyt osmi druhů letounů, mezi nejčastější jsou k zastiženi netopýr velký, netopýr brvitý a vrápenec malý, méně často se vyskytuje netopýr vousatý.

## Okolí
- V blízkosti je naučná stezka K Flascharovu dolu, okruh dlouhý 3,5 km s 36 naučnými panely. Součástí je i geologická expozice.[9]
- Nad dolem je dřevěná Veselská rozhledna ve tvaru strážní věže.[10]